# Cayetana Fitz-James Stuart
Cayetana Fitz-James Stuart (Madrid, 28 de março de 1926 — Sevilha, 20 de novembro de 2014) mais conhecida como Duquesa de Alba, foi uma nobre e aristocrata espanhola, terceira mulher a deter o título Ducal de Alba por direito próprio, era a detentora de mais de 40 outros título nobiliárquicos registrado no Guinness World Records como a aristocrata mais titulada do mundo. Chefe da Casa de Alba de 1953 até sua morte em 2014, ela foi sucedida pelo seu filho mais velho, Carlos Juan Fitz-James Stuart.
Cayetana era descendente do rei Jaime II de Inglaterra através do filho natural Jaime Fitz-James, Duque de Berwick, tido com a sua amante Lady Arabella Churchill. Descendia ainda da Casa de Bragança: os seus antepassados, os Condes de Gelves, tiveram origem em D. Álvaro de Bragança, neto de D. Afonso, primeiro Duque de Bragança. Sendo assim, uma prima distante de D. Duarte, Duque de Bragança e Chefe da Casa Real de Portugal; e de D. Bertrand de Orléans e Bragança, Chefe da Casa Imperial do Brasil.

## Vida e família
Era filha única de Don Jacobo Fitz-James Stuart y Falcó, 17.º Duque de Alba (1878-1953) e de sua mulher, D. Maria del Rosario de Silva y Gurtubay, 15.ª Duquesa de Aliaga e 9.ª Marquesa de San Vicente del Barco (1900-1934). Chefe da Casa de Alba desde 24 de setembro de 1953 até à data da sua morte, foi sucedida pelo seu filho mais velho, Carlos Juan Fitz-James Stuart y Martínez de Irujo, duque de Huéscar. A Casa de Alba foi fundada no século XV e representa uma das famílias mais ilustres da Espanha.
Cayetana foi batizada na capela do Palácio Real em Madri, em 17 de abril de 1926, sendo apadrinhada pelo casal real Alfonso XIII e Vitória Eugénia. A relação de Cayetana com seu pai foi bastante próxima, fazendo com que herdasse o gosto por arte e cultura de seu genitor. Sua mãe contraiu tuberculose e, para evitar uma possível infecção, passava pouco tempo com a filha.
Detentora de 45 títulos nobiliárquicos (cinco ducados, um condado-ducado, 18 marquesados, 20 condados e um vice-condado), era a mais titulada dos nobres espanhóis e do mundo, tendo sido a terceira mulher a dirigir a casa de Alba nos seus mais de 500 anos de história. Os títulos da duquesa serão distribuídos entre seus herdeiros. 
Segundo o Livro Guinness dos Recordes, Cayetana de Alba era "cinco vezes duquesa, dezoito vezes marquesa, vinte condessa, viscondessa, condessa-duquesa e condestável, além de ser catorze vezes Grande de Espanha".
A duquesa também foi uma conhecida socialite espanhola e aparecia com frequência em vários programas de televisão e artigos de imprensa.

## Casamentos e descendência
Em 12 de outubro de 1947, D. Cayetana casou com Don Pedro Luis Martínez de Irujo y Artázcoz (1919-1972), filho do Duque de Sotomayor. O casamento foi um grande acontecimento social sendo descrito pelo jornal francês Libération como "o casamento mais caro do mundo ". Deste casamento nasceram seis filhos dela, tendo todos recebido da mãe títulos nobres com Grandeza de Espanha:
- Carlos Fitz-James Stuart y Martínez de Irujo, 18.º Duque de Huéscar, nascido em 2 de outubro de 1948 em Madrid. Em 1988, casou com Matilde Solís y Martínez de Campos (já divorciado), de quem teve dois filhos:
  - Fernando Juan Fitz-James Stuart y Solís (nascido em 14 de setembro de 1990 em Madrid;
  - Carlos Arturo José María Fitz-James Stuart y Solís (nascido em 29 de novembro de 1991 em Madrid).
- Alfonso Martínez de Irujo y Fitz-James Stuart, Duque de Aliaga, nascido em 22 de Outubro de 1950 em Madrid. Em 4 de julho de 1977, casou com María de la Santisima Trinidad de Hohenlohe y de la Cuadra (nascida em 8 de abril de 1957) (já divorciado), com quem teve 2 filhos:
  - Luis Martínez de Irujo y Hohenlohe (nascido em 29 de maio de 1978).
  - Javier Martínez de Irujo y Hohenlohe (nascido em 9 de janeiro de 1981).
- Jacobo Martínez de Irujo y Fitz-James Stuart, Conde de Siruela, nascido em 15 de julho de 1954 em Madrid. Em 1 de novembro de 1980, casou com María Eugenia Fernández de Castro y Fernández-Shaw (nascida em 15 de outubro de 1954) (actualmente separados), com quem teve 2 filhos:
  - Jacobo Martínez de Irujo y Fernández de Castro (nascido em 23 de janeiro de 1981).
  - Brianda Eugenia Martínez de Irujo y Fernández de Castro (nascida em 11 de abril de 1984).
- Fernando José Martínez de Irujo y Fitz-James Stuart, Marquês de San Vicente del Barco, nascido em 11 de julho de 1959.
- Cayetano Martínez de Irujo y Fitz-James Stuart, Duque de Arjona, nascido em 4 de abril de 1963 em Madrid. Casou com Genoveva Casanova, de nacionalidade Mexicana, com quem teve 2 filhos, Luis e Amina.
- María Eugenia Brianda Timotea Cecilia Martínez de Irujo y Fitz-James Stuart, 11.ª Duquesa de Montoro, nascida em 26 de novembro de 1968. Em 23 de outubro de 1998, casou com o toureiro Francisco Rivera Ordóñez, (divorciados em 2002) com quem teve uma filha:
  - Cayetana Rivera y Martínez de Irujo (nascida em 16 de outubro de 1999).

Depois de enviuvar, a duquesa de Alba voltou a casar em 16 de março de 1978 com o Dr. Jesús Aguirre y Ortiz de Zárate (1937-2001), doutorado em Teologia e antigo padre Jesuíta. Onze anos mais novo do que a Duquesa, ele manteve uma excelente relação com os filhos desta. Durante o seu casamento ele administrou, em conjunto com o seu enteado Carlos, o patrimônio dos Alba.
No dia 5 de outubro de 2011, a duquesa de Alba contraiu de novo matrimônio com Afonso Díez Carabantes, 25 anos mais novo e funcionário da Segurança Social. A cerimônia não contou com a presença de um dos filhos da duquesa que sempre se mostraram contra o terceiro casamento da mãe.

## Ascendência
Cayetana Fitz-James Stuart era descendente do rei Jaime II de Inglaterra através do filho natural Jaime Fitz-James, duque de Berwick, tido com a sua amante Lady Arabella Churchill.
Dona Cayetana descendia ainda da Casa de Bragança: os seus antepassados, os Condes de Gelves, tiveram origem em D. Álvaro de Bragança, neto de D. Afonso, primeiro Duque de Bragança.
|  |                                                                                          |  |  |  |  |  |  |  |  |  |  |  |  |  |  |  |
|  | 16. Carlos Miguel Fitz-James Stuart, 14.º Duque de Alba                                  |  |  |  |  |  |  |  |  |  |  |  |  |  |  |  |
|  |                                                                                          |  |  |  |  |  |  |  |  |  |  |  |  |  |  |  |
|  |                                                                                          |  |  |  |  |  |  |  |  |  |  |  |  |  |  |  |
|  | 8. Jacobo Fitz-James Stuart, 15.º Duque de Alba                                          |  |  |  |  |  |  |  |  |  |  |  |  |  |  |  |
|  |                                                                                          |  |  |  |  |  |  |  |  |  |  |  |  |  |  |  |
|  |                                                                                          |  |  |  |  |  |  |  |  |  |  |  |  |  |  |  |
|  | 17. Rosalía Ventimiglia                                                                  |  |  |  |  |  |  |  |  |  |  |  |  |  |  |  |
|  |                                                                                          |  |  |  |  |  |  |  |  |  |  |  |  |  |  |  |
|  |                                                                                          |  |  |  |  |  |  |  |  |  |  |  |  |  |  |  |
|  | 4. Carlos Fitz-James Stuart, 16.º Duque de Alba                                          |  |  |  |  |  |  |  |  |  |  |  |  |  |  |  |
|  |                                                                                          |  |  |  |  |  |  |  |  |  |  |  |  |  |  |  |
|  |                                                                                          |  |  |  |  |  |  |  |  |  |  |  |  |  |  |  |
|  | 18. Cipriano de Palafox, XV Duque de Peñaranda de Duero, VIII Conde de Montijo           |  |  |  |  |  |  |  |  |  |  |  |  |  |  |  |
|  |                                                                                          |  |  |  |  |  |  |  |  |  |  |  |  |  |  |  |
|  |                                                                                          |  |  |  |  |  |  |  |  |  |  |  |  |  |  |  |
|  | 9. María Francisca de Palafox, XVI Duquesa de Peñaranda de Duero, IX Condessa de Montijo |  |  |  |  |  |  |  |  |  |  |  |  |  |  |  |
|  |                                                                                          |  |  |  |  |  |  |  |  |  |  |  |  |  |  |  |
|  |                                                                                          |  |  |  |  |  |  |  |  |  |  |  |  |  |  |  |
|  | 19. María Manuela Kirkpatrick                                                            |  |  |  |  |  |  |  |  |  |  |  |  |  |  |  |
|  |                                                                                          |  |  |  |  |  |  |  |  |  |  |  |  |  |  |  |
|  |                                                                                          |  |  |  |  |  |  |  |  |  |  |  |  |  |  |  |
|  | 2. Jacobo Fitz-James Stuart, 17.º Duque de Alba                                          |  |  |  |  |  |  |  |  |  |  |  |  |  |  |  |
|  |                                                                                          |  |  |  |  |  |  |  |  |  |  |  |  |  |  |  |
|  |                                                                                          |  |  |  |  |  |  |  |  |  |  |  |  |  |  |  |
|  | 20. Juan Falcó, XIII Marquês de Castel Rodrigo                                           |  |  |  |  |  |  |  |  |  |  |  |  |  |  |  |
|  |                                                                                          |  |  |  |  |  |  |  |  |  |  |  |  |  |  |  |
|  |                                                                                          |  |  |  |  |  |  |  |  |  |  |  |  |  |  |  |
|  | 10. Manuel Falcó, XIV Marquês de Almonacid de los Oteros                                 |  |  |  |  |  |  |  |  |  |  |  |  |  |  |  |
|  |                                                                                          |  |  |  |  |  |  |  |  |  |  |  |  |  |  |  |
|  |                                                                                          |  |  |  |  |  |  |  |  |  |  |  |  |  |  |  |
|  | 21. Carolina d’Adda                                                                      |  |  |  |  |  |  |  |  |  |  |  |  |  |  |  |
|  |                                                                                          |  |  |  |  |  |  |  |  |  |  |  |  |  |  |  |
|  |                                                                                          |  |  |  |  |  |  |  |  |  |  |  |  |  |  |  |
|  | 5. María del Rosario Falcó, XXI Condessa de Siruela                                      |  |  |  |  |  |  |  |  |  |  |  |  |  |  |  |
|  |                                                                                          |  |  |  |  |  |  |  |  |  |  |  |  |  |  |  |
|  |                                                                                          |  |  |  |  |  |  |  |  |  |  |  |  |  |  |  |
|  | 22. Felipe Osorio, VII Conde de Cervellón                                                |  |  |  |  |  |  |  |  |  |  |  |  |  |  |  |
|  |                                                                                          |  |  |  |  |  |  |  |  |  |  |  |  |  |  |  |
|  |                                                                                          |  |  |  |  |  |  |  |  |  |  |  |  |  |  |  |
|  | 11. María del Pilar Osorio, III Duquesa de Fernán-Núñez                                  |  |  |  |  |  |  |  |  |  |  |  |  |  |  |  |
|  |                                                                                          |  |  |  |  |  |  |  |  |  |  |  |  |  |  |  |
|  |                                                                                          |  |  |  |  |  |  |  |  |  |  |  |  |  |  |  |
|  | 23. Francisca Gutiérrez de los Ríos, II Duquesa de Fernán-Núñez                          |  |  |  |  |  |  |  |  |  |  |  |  |  |  |  |
|  |                                                                                          |  |  |  |  |  |  |  |  |  |  |  |  |  |  |  |
|  |                                                                                          |  |  |  |  |  |  |  |  |  |  |  |  |  |  |  |
|  | 1. Cayetana Fitz-James Stuart, 18.ª Duquesa de Alba                                      |  |  |  |  |  |  |  |  |  |  |  |  |  |  |  |
|  |                                                                                          |  |  |  |  |  |  |  |  |  |  |  |  |  |  |  |
|  |                                                                                          |  |  |  |  |  |  |  |  |  |  |  |  |  |  |  |
|  | 24. Andrés Avelino de Silva, XIII Duque de Aliaga                                        |  |  |  |  |  |  |  |  |  |  |  |  |  |  |  |
|  |                                                                                          |  |  |  |  |  |  |  |  |  |  |  |  |  |  |  |
|  |                                                                                          |  |  |  |  |  |  |  |  |  |  |  |  |  |  |  |
|  | 12. Alfonso de Silva y Campbell, XV Duque de Híjar                                       |  |  |  |  |  |  |  |  |  |  |  |  |  |  |  |
|  |                                                                                          |  |  |  |  |  |  |  |  |  |  |  |  |  |  |  |
|  |                                                                                          |  |  |  |  |  |  |  |  |  |  |  |  |  |  |  |
|  | 25. María Isabel Campbell                                                                |  |  |  |  |  |  |  |  |  |  |  |  |  |  |  |
|  |                                                                                          |  |  |  |  |  |  |  |  |  |  |  |  |  |  |  |
|  |                                                                                          |  |  |  |  |  |  |  |  |  |  |  |  |  |  |  |
|  | 6. Alfonso de Silva y Fernández de Córdoba, XVI Duque de Híjar                           |  |  |  |  |  |  |  |  |  |  |  |  |  |  |  |
|  |                                                                                          |  |  |  |  |  |  |  |  |  |  |  |  |  |  |  |
|  |                                                                                          |  |  |  |  |  |  |  |  |  |  |  |  |  |  |  |
|  | 26. Luis Fernández de Córdoba, XV Duque de Medinaceli                                    |  |  |  |  |  |  |  |  |  |  |  |  |  |  |  |
|  |                                                                                          |  |  |  |  |  |  |  |  |  |  |  |  |  |  |  |
|  |                                                                                          |  |  |  |  |  |  |  |  |  |  |  |  |  |  |  |
|  | 13. María Fernández de Córdoba                                                           |  |  |  |  |  |  |  |  |  |  |  |  |  |  |  |
|  |                                                                                          |  |  |  |  |  |  |  |  |  |  |  |  |  |  |  |
|  |                                                                                          |  |  |  |  |  |  |  |  |  |  |  |  |  |  |  |
|  | 27. Ángela Pérez de Barradas, I Duquesa de Denia                                         |  |  |  |  |  |  |  |  |  |  |  |  |  |  |  |
|  |                                                                                          |  |  |  |  |  |  |  |  |  |  |  |  |  |  |  |
|  |                                                                                          |  |  |  |  |  |  |  |  |  |  |  |  |  |  |  |
|  | 3. María del Rosario de Silva, X Marquesa de San Vicente del Barco                       |  |  |  |  |  |  |  |  |  |  |  |  |  |  |  |
|  |                                                                                          |  |  |  |  |  |  |  |  |  |  |  |  |  |  |  |
|  |                                                                                          |  |  |  |  |  |  |  |  |  |  |  |  |  |  |  |
|  | 28. José María Simón Gurtubay y Zubero                                                   |  |  |  |  |  |  |  |  |  |  |  |  |  |  |  |
|  |                                                                                          |  |  |  |  |  |  |  |  |  |  |  |  |  |  |  |
|  |                                                                                          |  |  |  |  |  |  |  |  |  |  |  |  |  |  |  |
|  | 14. Juan Gurtubay y Meaza                                                                |  |  |  |  |  |  |  |  |  |  |  |  |  |  |  |
|  |                                                                                          |  |  |  |  |  |  |  |  |  |  |  |  |  |  |  |
|  |                                                                                          |  |  |  |  |  |  |  |  |  |  |  |  |  |  |  |
|  | 29. Rosalía Meaza y Basterra                                                             |  |  |  |  |  |  |  |  |  |  |  |  |  |  |  |
|  |                                                                                          |  |  |  |  |  |  |  |  |  |  |  |  |  |  |  |
|  |                                                                                          |  |  |  |  |  |  |  |  |  |  |  |  |  |  |  |
|  | 7. María del Rosario Gurtubay y González de Castejón                                     |  |  |  |  |  |  |  |  |  |  |  |  |  |  |  |
|  |                                                                                          |  |  |  |  |  |  |  |  |  |  |  |  |  |  |  |
|  |                                                                                          |  |  |  |  |  |  |  |  |  |  |  |  |  |  |  |
|  | 30. Luis González de Castejon y Gil-Delgado                                              |  |  |  |  |  |  |  |  |  |  |  |  |  |  |  |
|  |                                                                                          |  |  |  |  |  |  |  |  |  |  |  |  |  |  |  |
|  |                                                                                          |  |  |  |  |  |  |  |  |  |  |  |  |  |  |  |
|  | 15. Adelaida González de Castejón y Torre                                                |  |  |  |  |  |  |  |  |  |  |  |  |  |  |  |
|  |                                                                                          |  |  |  |  |  |  |  |  |  |  |  |  |  |  |  |
|  |                                                                                          |  |  |  |  |  |  |  |  |  |  |  |  |  |  |  |
|  | 31. Adelaida Torre de Lequerica y Uríbarri                                               |  |  |  |  |  |  |  |  |  |  |  |  |  |  |  |
|  |                                                                                          |  |  |  |  |  |  |  |  |  |  |  |  |  |  |  |
|  |                                                                                          |  |  |  |  |  |  |  |  |  |  |  |  |  |  |  |

## Morte

Brasão de Cayetana, 18.ª Duquesa de Alba de Tormes.

Segundo o diário espanhol “El Mundo”, a duquesa foi hospitalizada em 16 de novembro de 2014 com pneumonia complicada por uma arritmia cardíaca. Era o segundo internamento nos últimos meses. Na terça-feira 18 de novembro, Cayetana deixou o hospital "por vontade própria" e foi levada para a sua residência, o palácio de Dueñas, onde passou as últimas horas com o marido, Alfonso Díez, e os seus seis filhos. Morreu em 20 de novembro, em Sevilha.

## Títulos, estilos e honras

### Títulos

#### ducados
- 18.ª Duquesa de Alba, Grande de Espanha
- 15.ª duquesa de Aliaga, Grande de Espanha - cedido a seu filho Don Alfonso
- 13.ª Duquesa de Almazán, Grande de Espanha - obtido em 2013
- 4.ª Duquesa de Arjona, Grande de Espanha - cedido a seu filho Don Cayetano
- 11.ª Duquesa de Berwick, Grande de Espanha
- 11.ª Duquesa de Fitz-James, Grande de Espanha
- 17.ª Duquesa de Híjar, Grande de Espanha - cedido a seu filho Don Alfonso
- 11.ª Duquesa de Liria e Jérica, Grande de Espanha
- 11.ª Duquesa de Montoro, Grande de Espanha - cedido a sua filha Dona Eugenia

#### condados-ducados
- 12.ª Condessa-duquesa de Olivares, Grande de Espanha

#### marquesados
- 17.ª Marquesa do Carpio, Grande de Espanha
- 10.ª Marquesa de San Vicente del Barco, Grande de Espanha - cedido a seu filho Dom Fernando
- 16.ª Marquesa de La Algaba
- 16.ª Marquesa de Almenara - cedido a seu filho Don Alfonso
- 18.ª Marquesa de Barcarrota
- 10.ª Marquesa de Castañeda
- 23.ª Marquesa de Coria
- 14.ª Marquesa de Elich
- 16.ª Marquesa de Mirallo
- 20.ª Marquesa de la Mota
- 20.ª Marquesa de Moya
- 17.ª Marquesa de Orani - cedido a seu filho Don Alfonso
- 12.ª Marquesa de Osera
- 14.ª Marquesa de San Leonardo
- 19.ª Marquesa de Sarria
- 12.ª Marquesa de Tarazona
- 15.ª Marquesa de Valdunquillo
- 18.ª Marquesa de Villanueva del Fresno
- 17.ª Marquesa de Villanueva del Río

#### Condados
- 27.ª Condessa de Aranda, Grande de Espanha - cedido a seu filho Don Alfonso
- 22.ª Condessa de Lemos, Grande de Espanha
- 20.ª Condessa de Lerín, Grande de Espanha, Condestável de Navarra
- 20.ª Condessa de Miranda del Castañar, Grande de Espanha
- 16.ª Condessa de Monterrey, Grande de Espanha
- 20.ª Condessa de Osorno, Grande de Espanha
- 18.ª Condessa de Palma del Río, Grande de Espanha - cedido a seu filho Don Alfonso
- 12.ª Condessa de Salvatierra, Grande de Espanha - cedido a seu filho Don Cayetano
- 22.ª Condessa de Siruela, Grande de Espanha - cedido a seu filho Don Jacobo
- 20.ª Condessa de Villalba
- 19.ª Condessa de Andrade
- 14.ª Condessa de Ayala
- 16.ª Condessa de Casarrubios del Monte
- 16.ª Condessa de Fuentes de Valdepero
- 11.ª Condessa de Fuentidueña
- 17.ª Condessa de Galve
- 18.ª Condessa de Gelves
- 16.ª Condessa de Guimerá - cedido a seu filho Don Alfonso
- 21.ª Condessa de Modica (Reino da Sicília)
- 24.ª Condessa de Ribadeo - cedido a seu filho Don Alfonso
- 25.ª Condessa de San Esteban de Gormaz
- 12.ª Condessa de Santa Cruz de la Sierra

#### Viscondados
- 12.ª Viscondessa de la Calzada

#### Senhorios
- 29.ª Lady Moguer

### Estilos
- 28 de março de 1926 - 11 de janeiro de 1935 : A Most Excellent Doña Mª del Rosario Cayetana Fitz-James Stuart y Silva
- 11 de janeiro de 1935 - 28 de janeiro de 1947 : A Most Excellent A duquesa de Aliaga
- 28 de janeiro de 1947 - 18 de fevereiro 1955 : A Most Excellent A duquesa de Montoro
- 18 de fevereiro de 1955 - 20 de novembro 2014 : A Most Excellent A duquesa de Alba de Tormes

### Honras

#### Honras nacionais
- Espanha: Cavaleiro da Grande Cruz da Real Ordem de Isabel a Católica
- Espanha: Cavaleiro da Grande Cruz da Ordem Civil de Afonso X, o Sábio
- Espanha: Cavaleiro da Real e Militar Ordem de São Hermenegild
- Espanha: Cavaleiro da Grande Cruz da Ordem de Alcântara
- Espanha: Cavaleiro da Grande Cruz da Ordem Civil de caridade
- Espanha: Cavaleiro da Grande Cruz da Ordem Civil de Mérito Agrícola
- Espanha: Destinatário da Medalha da Andaluzia
- Espanha: Destinatário do Medal de Concepção
- Espanha: Destinatário do Medal de Línea
- Espanha: Destinatário da medalha da Comunidade de Madrid
- Espanha: Ex Destinatário Grão-Mestre da medalha da Cruz Vermelha espanhola

Dama da Grande Cruz de Justiça da Ordem calabresa Dois siciliana de São Jorge
- Japão: Dama da Ordem da Coroa Preciosa, 4ª Classe

### Compromissos honorários

#### nomeação honorária nacionais
- Castela-La Mancha : Marechal de Castilla-La Mancha
- Aragão : Constable de Aragão
- Comunidade Valenciana Llíria: Honorário prefeito de Llíria
- Sevilha : Cavaleiro da Real Cavalaria Armory de Sevilha
- Espanha: Presidente Honorário da Cruz Vermelha espanhola
- Espanha: Presidente Honorário da Orquestra Nacional de Espanha
- Espanha: Presidente Honorário da Real Academia de Belas Artes de São Fernando

#### Compromissos honorários estrangeiros
- Estados Unidos: Membro da Hispanic Society of America
- Estados Unidos: Membro da Academia Americana de Artes e Ciências